# エシャン山
エシャン山（エシャンさん、アイスランド語: Esjan）は、アイスランドにある山である。

## 地理
エシャン山はアイスランドの首都レイキャヴィークから約10km北に位置している。

## 登山とハイキング
首都から近く、簡単にアクセスできるエシャン山はハイキングする人（ハイカー）や登山者にとって非常に人気がある。
最もよく知られているハイキングコースは、Þverfellshorn（780メートル）とKerhólakambur（851メートル）の２つのルート。
Þverfellshornの場合、公共交通機関を使って簡単に行くことができる。